# Blue Beat Records
La Blue Beat Records era un'etichetta discografica inglese che pubblicò il rhythm and blues giamaicano (R&B) e la musica ska negli anni 1960 e nei decenni successivi. La sua reputazione ha portato all'uso della parola bluebeat come termine generico per descrivere tutti gli stili della musica pop della Giamaica, inclusa la musica di artisti non associati all'etichetta discografica.
Il nome si ispira alla Blue Beat Records, una delle principali etichette di musica giamaicana dell'epoca. In Italia il gruppo musicale Giuliano Palma & the Bluebeaters si è ispirato a questo genere nella scelta del nome. Fra i singoli distribuiti dall'etichetta Madness di Prince Buster.
L'etichetta Blue Beat ha pubblicato circa 425 singoli, data la diffusione il genere ska venne chiamato anche bluebeat nel Regno Unito.